# ピジン言語
ピジン言語（ピジンげんご、pidgin language、または単にpidgin）とは2ヶ国語が混合することにより生み出された通用語を指す名称。
現地語を話す現地人と、現地語の話せない外国語を話す貿易商人などとの間で異言語間の意思疎通のために互換性のある代替単語を用い自然に作られた接触言語で、共通言語が無い複数の集団が接触する際にコミュニケーション手段として形成される。
英語と現地の言語が混合した言語を「ピジン英語」といい、英語の“business”が中国語的に発音されて“pidgin”の語源となったとされている。フランス語をベースにそれ以外の言語と混成したものは、「ピジンフランス語」と呼ばれる。
例えば、“Long time no see.”（「お久しぶり」）は明らかに英語本来の構造とは異なっているが、それなりに意味が伝わる（中国語の很（very） 久（long time） 不（not） 見（see）から来たとされる説もしくはインディアン・ピジンAmerican Indian Pidgin Englishの一例）ために多く使用される。

## 特徴
ピジン語の（単語における）特徴は概ね次の通りである。
- ベースとなる言語の語形変化が単純化される。
- 語彙はベースとなる言語に比して極端に少ない。一つの単語が多義的に用いられる。
- ベースとなる言語の語彙以外に、他の言語の語彙が混入する。

さらにピジン語の文の特徴として。
- 複数の言語の発想が合成され使われる事例がみられる。（横浜ピジン日本語を参照）

補助言語から共通語としての社会的な公的地位を与えられることもあり、「ピジンの拡張」と呼ばれる。

## ピジン言語の例

### ピジン英語の例
- メラネシア
  - トク・ピシン（tok Pisin） - パプアニューギニアとその周辺。現在は母語話者が存在する。
  - ピジン語（Pijin Language） - ソロモン諸島の共通語。現在はクレオール言語とされる。
- 小笠原諸島

19世紀中頃より小笠原諸島において、欧米系の元船員および南洋諸島出身者による開墾者（欧米系島民）が定住しており、ピジン英語が日常的に用いられた。その後の明治時代からの日本系開拓民の到来や太平洋戦争後のアメリカ合衆国統治を経て、とりわけ父島では独特な接触言語が形成されたが、現在は日本語の勢いに押されて、ほとんど使われていない。
- ハワイ

1898年のハワイ併合によりハワイで英語が普及すると、日系移民の間ではピジン英語（ハワイ・クレオール英語）が話されるようになった。特にギャンブルで有り金すべてをつぎ込むことを意味する『Go for broke』はハワイの日系2世が多く参加した第442連隊戦闘団がモットーとし、現代では『当たって砕けろ』という意味で通じる。

#### その他
- ナイジェリア・ピジン
- トク・ピシン
- ハルシイヤのくち
- ピジン語
- ビスラマ語

### ピジン日本語の例
- 日韓ピジン語 → 日本の韓流に端を発する「チンチャそれな」「やばいンデ」などの表現（話者は若年女性であることが普通）[5]
- 「私、中国人あるね。」→協和語・役割語
- 横浜ピジン日本語[2]

中国語と英語と日本語の合成
（横浜に居住していた英語圏の人々や中国語圏の人々が上層言語である日本語を話す必要があったことから発生。日本語が上手でなかった英語圏の人々や中国語圏の人々は日本語を中間言語的に使用し、また、その人たちと会話する日本人は自らの語る日本語をフォリナートークとして語った。そのような形の中間言語が、最終的に、英語圏の人々と中国語圏の人々という第三者である外国人同士が会話で使用することにより、日本語としての間違いが修正されることなく固定化することによってピジンが形成された）
ワタクシ　テンポ　ハイキン　ナイ　ナガイ　トキ（私は長い間天保銭を拝見していない。I have not seen a tempo for a long time.）
またパラオの公用語で使われる日本語にも同様の言い換えがみられる。

### ピジン中国語の例
『国語文化講座 第六巻 国語進出篇』より、満洲国におけるピジン中国語（「満州ピジン」とも）の実例。
日系官吏の妻と、「満系」（現地の中国人）の野菜売りの会話。
- ニーデ、トーフト、イーヤンデ、ショーショー、カタイカタイ、メーヨー?（你的、豆腐と、一样的、少少、固い固い、没有?）

直訳「あなたの、豆腐とおんなじでちょっと固いもの、ない?」
意訳「コンニャクはない?」
- ニーデ、チャガ、ダイコン、ナカ、トンネル、ターター、ヨーデ、ブーシンナ!（你的、这个、大根、中、tunnel、大大、有的、不行哪!）

直訳「あなたの、このダイコン、なか、トンネル、大々的に有る、ダメよ!」
意訳「このダイコンには鬆（す）が入（い）っているわ。値段を安くして」
- トンネル、メーヨー!（tunnel、没有!）

直訳「トンネル、ない!」
意訳「鬆なんか、入っていませんよ」

## ピジン言語のクレオール化
ピジン言語が地元に根付き、母語として話されるようになった言語をクレオール言語という。旧植民地の地域全体に通じる言語がない場所に多く存在する。親の世代に第二言語として話していたピジン言語が、母語として使用され定着する過程をクレオール化と呼ぶ。言語名に「ピジン」とあってもクレオール言語として定着しつつある言語（上記のメラネシアの例参照）も多い。ある程度定着してまとまった数の母語話者がいる場合は、「ピジン言語」ではなく「クレオール言語」に分類される事が多いが、分類にはっきりとした決まりがあるわけではない。一括してピジン・クレオール諸語といった表現も存在する。